# قصیده‌ای برای یک بلبل
قصیده‌ای برای یک بلبل عنوان شعری از جان کیتس است که یا در باغ مسافرخانه اسپانیایی‌ها در لندن یا به گفته دوست کیتس، چارلز آرمیتج براون، در زیر درخت آلو در خانه باغ کیتس نوشته شده‌است. طبق گفته براون، یک بلبل در نزدیکی خانه کیتس و براون در بهار سال ۱۸۱۹ آشیانه خود را بنا کرده بود. کیتس با الهام از صدای پرنده، این شعر را در یک روز سرود که خیلی زود تبدیل به یکی از قصیده‌های او در ۱۸۱۹ شد و اولین بار در ژوئیه سال بعد در سالانه هنرهای زیبا منتشر شد. این شعر یکی از متداول‌ترین گلچین‌ها در زبان انگلیسی است.